# Atriplex coriacea
Atriplex coriacea är en amarantväxtart som beskrevs av Peter Forsskål. Atriplex coriacea ingår i släktet fetmållor, och familjen amarantväxter. Inga underarter finns listade i Catalogue of Life.